# Josef Kohoutek
Brig. gen. Josef Kohoutek (3. února 1896 Hodějice – 19. srpna 1942 Věznice Plötzensee) byl československý legionář, důstojník a odbojář z období druhé světové války popravený nacisty.

## Život

### Mládí a první světová válka
Josef Kohoutek se narodil 3. února 1896 v Hodějicích na Vyškovsku v rodině rolníka Cyrila Kohoutka a Marie rozené Čeňkové. Mezi lety 1907 a 1915 studoval na českém vyšším gymnáziu v Brně, kde i maturoval. Po vypuknutí první světové války byl ještě v roce 1915 povolán do c. a k. armády, kde nejprve absolvoval školu pro důstojníky pěchoty v záloze a poté bojoval na italské frontě. Dosáhl hodnosti poručíka. V září 1917 přešel do zajetí a okamžitě byl zařazen do italské armády. Spolupodílel se na vzniku výzvědných oddílů Československých legií v nichž působil až do konce války. V legiích dosáhl hodnosti rotmistra.

### Mezi světovými válkami
Po návratu do Československa pokračoval v armádní službě. Zúčastnil se v roce 1919 bojů s Maďary, mezi lety 1923 a 1925 studoval na Vysoké škole válečné. Po jejím dokončení působil v Banské Bystrici, od srpna 1926 pak u Hlavního štábu v Praze (kromě roční velitelské praxe 1932/1933 v Trenčíně). Kariérně i hodnostně stoupal a stal se jednou z klíčových postav rozvoje československé armády. Dosáhl hodnosti plukovníka generálního štábu. V období Mnichovské dohody zastával post podnáčelníka pro organizaci Hlavního velitelství čs. armády v Račicích u Vyškova.

### Druhá světová válka
Po německé okupaci v březnu 1939 pracoval po likvidaci armády od srpna téhož roku na Nejvyšším úřadě cenovém v Praze. Vstoupil do řad Obrany národa, kde zastával post náčelníka štábu zemského velitelství Čechy, poté jeho velitele. Angažoval se v odchodech vojáků do zahraničí, zpravodajské činnosti, shromažďování výzbroje a v přípravě sabotáží. Za svou činnost byl zatčen gestapem 6. února 1940. Vyslýchán a vězněn byl v Petschkově paláci, na Pankráci, Gollnowě a berlínské věznici Alt-Moabit. Odsouzen Lidovým soudním dvorem za přípravu k velezradě byl 20. listopadu 1941 a 19. srpna 1942 popraven gilotinou v další berlínské věznici Plötzensee.

## Rodina
Manželka Josefa Kohoutka Milada byla po roce 1948 čtyři roky vězněna za údajnou protistátní činnost.

## Publikační činnost
Josef Kohoutek se ve velké míře věnoval i publikační činnosti. Mj. byl společně s Miloslavem Hladíkem a Václavem Kropáčkem autorem publikace z roku 1933 Vojsko v republice Československé.

## Ocenění

### Vyznamenání
- Československý válečný kříž 1914–1918
- Československá revoluční medaile
- Československá medaile Vítězství
- Válečný záslužný kříž (Itálie)
- Medaglia de la Unita di Italia
- Medaglia de la Fatiche di Guerra

### Posmrtná ocenění
- Josefu Kohoutkovi byl in memoriam udělen Československý válečný kříž 1939
- Josef Kohoutek byl in memoriam povýšen do hodnosti brigádního generála